# Marcelo Carballo
Marcelo Antonio Carballo Cadima (ur. 7 grudnia 1974 w Cochabambie) – boliwijski piłkarz występujący na pozycji środkowego obrońcy.

## Kariera klubowa
Carballo rozpoczynał swoją karierę piłkarską jako siedmiolatek w akademii piłkarskiej Escuela de Fútbol Enrique Happ, do której uczęszczał przez dziewięć lat. W 1991 roku zaczął uczęszczać do drużyny Don Bosco, za to pierwszy profesjonalny kontrakt podpisał w 1993 roku z zespołem Club Jorge Wilstermann z siedzibą w swoim rodzinnym mieście Cochabamba i szybko został podstawowym graczem zespołu. Tam spędził niemal całą swoją karierę, zostając jedną z legend klubowych. W sezonie 1994 wywalczył z nim tytuł wicemistrza Boliwii, dzięki czemu mógł wziąć udział w pierwszym międzynarodowym turnieju w karierze – Copa Libertadores. Kolejne wicemistrzostwo osiągnął cztery lata później, w rozgrywkach 1998, za to w 2000 roku po raz pierwszy zdobył mistrzostwo Boliwii.
W 2002 roku Carballo przeszedł do drużyny The Strongest z miasta La Paz, w której spędził trzy lata w roli jednego z najważniejszych piłkarzy ekipy. W sezonie Apertura 2003 wywalczył z nim mistrzostwo kraju i sukces ten powtórzył jeszcze dwukrotnie, odpowiednio pół i półtora roku później – podczas rozgrywek Clausura 2003 i Clausura 2004. Wziął także udział w kilku turniejach międzynarodowych. W 2005 roku powrócił do swojego macierzystego Jorge Wilstermann i występował w nim do końca kariery. W sezonie Clausura 2006 zdobył swoje piąte i ostatnie mistrzostwo Boliwii i był to jego jedyny sukces podczas drugiego pobytu w Jorge Wilstermann. Profesjonalną karierę piłkarską zakończył w wieku 35 lat.

## Kariera reprezentacyjna
Carballo występował początkowo w juniorskich i młodzieżowych kadrach narodowych, a w seniorskiej reprezentacji Boliwii zadebiutował za kadencji selekcjonera Carlosa Aragonésa, 4 czerwca 2000 w przegranym 0:1 spotkaniu z Argentyną w ramach eliminacji do Mistrzostw Świata 2002, na które Boliwijczycy ostatecznie się nie zakwalifikowali. W 2001 roku został powołany na turniej Copa América, gdzie wystąpił w dwóch spotkaniach, a jego kadra odpadła już w fazie grupowej. Występował także w nieudanych dla Boliwii eliminacjach do Mistrzostw Świata 2006, a swój bilans reprezentacyjny zamknął na sześciu rozegranych meczach.